# 長井満
長井 満（ながい みつる、1895年（明治28年）1月16日 - 1978年（昭和53年）12月13日）は、昭和期の大日本帝国海軍軍人。
最終階級は従四位勲二等海軍少将。福井県丹生郡殿下村（現福井市風尾町）出身。長井斎藤別当実盛の後裔と伝える浄土真宗勝鬘寺の長井真応住職の四男。長兄に仏教学者長井真琴博士、三兄に真向法の創始者として知られる長井津がいる。弟の長井洗は陸軍中佐。

## 略歴
東京府立第四中学校を経て、1917年（大正6年）11月、海軍兵学校（45期）を卒業。卒業席次は89名中5位（首席は皇族の名誉席次であり、実質上の4位）で、優等生として恩賜品を下賜されている。1918年（大正7年）8月1日、海軍少尉に任官。1920年（大正9年）12月1日、海軍中尉、1923年（大正12年）12月1日には海軍大尉に昇進。1924年（大正13年）、海軍水雷学校高等科を卒業、優等生（1名）に選ばれ、またも恩賜の栄に浴する。
1929年（昭和4年）11月30日、海軍少佐に進級。呂号第五十六潜水艦、伊号第一潜水艦、保津の各艦長を務める。その後軍令部出仕、漢口駐在武官に任命される。1934年（昭和9年）11月15日、海軍中佐。第26潜水隊司令、佐世保鎮守府・長崎要塞参謀等を歴任。1938年（昭和13年）11月15日、海軍大佐に進級。艦政本部に出仕、造船造兵監督官となり、大阪・神戸管理官を務めた。その後第18潜水隊司令を務め、1940年（昭和15年）12月11日、第7潜水隊司令となるが、日米開戦を控えた1941年（昭和16年）10月15日、潜水母艦「長鯨」艦長を命ぜられる。この後方支援任務への転任は、長井にとって心外なものであったようだが、これは時の人事局が「開戦に際し、人事局員は率先して最も危険な第一線に進むべし」という方針をたてていたことによるもので、後任の第7潜水隊司令は人事局第一課長の島本久五郎であった。戦後、長井は島本からこの事情を聞かされ、ようやく納得したという。
12月、日米開戦時にはカムラン湾に進出（9日）、31日ダバオに警泊し、翌年1月4日、サマール島に陸戦隊を揚陸して全島を占領した。4月5日、第4潜水隊司令となり、6月5日のミッドウェー作戦の陽動作戦を兼ねてアリューシャン侵攻に参戦。20日、同隊所属の伊号第二十六潜水艦が、カナダ本土の太平洋岸バンクーバー島エステヴァン岬にあるカナダ軍の無線羅針局を14センチ砲で砲撃した。21日には、自らが座乗する伊号第二十五潜水艦がオレゴン州アストリア要港に入り、フォート・スティーブンス陸軍基地へ14センチ砲で砲撃を行った。いずれも敵軍の被害は軽微なものであったが、フォート・スティーブンスはパニックに陥り、反撃さえできない有様であった。この攻撃は、米英戦争中にイギリスの軍艦が米軍基地に砲撃を加えて以来の米本土に所在する軍事基地に対する攻撃であり、その後現在に至るまで外国軍による米本土の基地への軍事攻撃は行われていない。現在同地には、「米英戦争以来、初めて米本土の軍事基地に対する砲撃を受けた場所」と記された記念碑が建っている。
1943年（昭和18年）2月12日、航空母艦「隼鷹」艦長となるが、同年11月5日 、沖ノ島近海、豊後水道沖にてアメリカ潜水艦「ハリバット」の魚雷攻撃を受けて乗艦が大破し、12月25日、佐伯海軍航空隊司令に転じた。1944年（昭和19年）5月1日、海軍少将に昇進。7月7日呉鎮守府附となり、7月10日、広島県安芸郡音戸町（現呉市）の特攻基地大浦崎（P基地）が第一特別基地隊として拡大発足したのに伴い司令官に就任。水雷参謀に発令された板倉光馬少佐に指示・督励して、人間魚雷「回天」の戦力化を推進した。しかしながら、回天菊水隊の人選にあたって、「発進できずに帰還した搭乗員は、その理由の如何を問わず再び出撃させる事なく、後進の指導に当たらせる」という内規が定められていたにもかかわらず、吉本健太郎中尉ら3名の帰還搭乗員が金剛隊での再出撃を願い出ると、その熱意にほだされてこれを認可してしまい、さらに回天作戦に伊号第四十八潜水艦が急遽追加され搭乗員の練成が間に合わなくなったという偶然も重なって、結果的に再出撃が慣例化する一因を為した。
1945年（昭和20年）3月1日、第一特別基地隊が第二特攻戦隊に改編され、司令部が山口県光市に移転すると、光突撃隊司令をも兼務した。8月の終戦直後には、回天の隊員の中に不穏な言動を示す者や自決する者があったため、自ら大津島の回天基地を訪れ、自重するように訓示を行い、部隊の混乱を最小限にとどめた（回天刊行会『回天』、幾瀬勝彬「海と空の熱走」（『神風特攻第一号』所収））。11月30日、海軍省の廃止により予備役に編入。1947年（昭和22年）11月28日、公職追放仮指定を受けた。
戦後は大阪に住み、兄長井津の真向法普及運動に協力したり、陶器商、プロパン会社員、郵便局員等の職を転々とするかたわら、戦没した回天搭乗員の慰霊・顕彰に尽力した。1962年（昭和37年）3月21日、東京都杉並区高円寺の根津会館における回天関係者の会合の席で回天顕彰会の設立を発議し、同年7月20日、同会発足にあたり三戸寿らとともに副会長に就任（会長は元第六艦隊司令長官清水光美）、のち大阪支部長をも務めた。1968年（昭和43年）11月20日には、同会によって山口県徳山市（現周南市）に回天記念館が創立され、竣工式では委員長を務めている。1969年（昭和44年）6月には大阪水交会会長となり、同年10月23日、同会主催の近畿二府四県海軍戦没者合同慰霊祭が高松宮宣仁親王の臨席のもと大阪中央公会堂にて催行された際には、祭主として祭文を読み上げている。1970年（昭和45年）1月31日、東京テレビ『あヽ戦友、あヽ軍歌』（第29回）に出演し、回天の歴史を解説した。また、旧第一特別基地隊司令部の跡地にほど近い波多見八幡山神社の拝殿内陣には、同年8月22日、同社境内に『嗚呼特殊潜航艇の碑』が建立された折に奉納された自筆の『正気の歌』の額が保存されている。
1978年（昭和53年）12月13日、老衰のため貝塚市の自宅で死去。83歳。法名は晴海院釈成満信士。葬儀では同期の兄部勇次元少将、板倉光馬元少佐らの弔辞が捧げられた。生前の意思により、生家である福井の勝鬘寺に葬られた。

## 人物
1944年（昭和19年）7月、第一特別基地隊の発足前夜、P基地の特殊潜航艇（甲標的）艇長らが呉の料理屋で飲んでいたところ、一人の中年士官が名乗りもせずに座敷に割り込み、宴を共にした。艇長らは酩酊してその士官とふざけ合い、席中大笑いとなったが、翌日、司令官として基地に着任した長井満少将こそが前夜の中年士官で、威儀を正して整列していた艇長たちは一同唖然としたという（久戸義郎「Ｐ基地の指揮官たち」（『日本海軍潜水艦史』第6編第1章第7節））。 また、隼鷹艦長時代のエピソードとして、機銃分隊長武田光雄大尉によると、隼鷹では艦長主催の艦務会議があり分隊長以上が出席し、そこで艦の運営方針が討議されたが、「この会議はとても民主的というか自由な雰囲気で、階級の上下や年齢にこだわらず、とにかく皆にどんどん発言させる｡そして充分に意見を聞いた上で、即断即決で（長井）艦長が議事を処理していきます｡いかにも海軍的な合理主義と自由な雰囲気に満ち、ここで学んださまざまなことは、戦後の社会生活でも大変役に立ったと思います」と述懐している。また、佐伯航空隊司令の時にも、若い士官から「兄のように慕われ」ていたという（幾瀬、前掲）。これらの逸話でも窺われるように、非常に気さくで温厚篤実な人柄で、若手将兵たちの良き理解者として敬慕された指揮官であった。回天の発案者である黒木博司大尉は、殉職に際し、その遺書の中で血書の分配を禁じているが、一通を「（長井）司令官ニ納メテ戴キタシ」と記している。板倉光馬は、長井の人柄を認めつつも、帰還搭乗員の再出撃を許可したことに関しては複雑な思いを抱いていたようで、その著『続・あヽ伊号潜水艦』では、この件について「長井司令官は己を律することはきわめてきびしいが、温情ゆたかで涙もろいところがあった」と評している。同期の兄部勇次は、長井の通夜に参列した折、同席の大阪水交会理事大岡次郎に「優秀な奴は他にも沢山おったが、長井のあの人柄だけは類がなかったねえ」と漏らしたという（浦川則男『海軍少将長井満の生涯』）。

## 年譜
- 明治28(1895).1.16-生
- 大正 6(1917).11.24 - 海兵45期卒（89名中第5席）・任海軍少尉候補生・磐手乗組
- 大正 7(1918). 7.11 - 山城乗組
  - 8. 1	- 任 海軍少尉
- 大正 8(1919). 9.25 - 八雲乗組
- 大正 9(1920). 5.21 - 薄雲乗組
  - 12. 1 - 任 海軍中尉・海軍砲術学校普通科学生
- 大正10(1921). 5.20 - 海軍水雷学校普通科学生
  - 12. 1 - 海軍潜水学校普通科学生
- 大正11(1922). 5.30 - 第39潜水艦乗組
  - 12.20 - 第57潜水艦艤装員
- 大正12(1923). 3.20 - 第57潜水艦乗組
  - 12. 1 - 任 海軍大尉・海軍水雷学校高等科学生
- 大正13(1924).12. 1 - 呂59潜水艦乗組
- 大正14(1925).12. 1 - 出雲分隊長
- 昭和 2(1927). 1.20 - 横須賀鎮守府附
  - 4. 1 - 呂20潜水艦長
- 昭和 3(1928).12.10 - 第2潜水戦隊参謀
- 昭和 4(1929). 6.25 - 横須賀鎮守府附
  - 11.30 - 任 海軍少佐・呂56潜水艦長
- 昭和 6(1931). 3. 1 - 呂56潜水艦長／呂54潜水艦長
  - 4. 1 - 呂56潜水艦長
  - 12. 1 - 伊1潜水艦長
- 昭和 8(1933).11. 1 - 保津艦長
- 昭和 9(1934). 5.15 - 軍令部出仕／部員／第3艦隊司令部附／漢口駐在
  - 11.15 - 任 海軍中佐
- 昭和10(1935).11.15 - 第26潜水隊司令
- 昭和11(1936).11. 2 - 佐世保鎮守府参謀／長崎要塞参謀
- 昭和13(1938). 8.20 - 艦政本部出仕／艦政本部造船造兵監督官／大阪監理官／神戸監理官
  - 11.15 - 任 海軍大佐
- 昭和14(1939). 7. 1 - 艦政本部出仕／艦政本部造船造兵監督官／呉鎮守府出仕／大阪監理官／神戸監理官
  - 11.15 - 第18潜水隊司令
- 昭和15(1940).11. 1 - 横須賀鎮守府附
  - 12.10	- 第6艦隊司令部附
  - 12.21	- 第7潜水隊司令
- 昭和16(1941).10.15 - 長鯨艦長
- 昭和17(1942). 4. 5 - 第4潜水隊司令
  - 10. 1 - 摂津特務艦長
- 昭和18(1943). 2. 2 - 第2航空戦隊司令部附
  - 2.12 - 隼鷹艦長
  - 12. 3 - 隼鷹艦長／鹿島艦長
- 昭和18(1943).12. 9 - 隼鷹艦長
  - 12.25 - 佐伯海軍航空隊司令
- 昭和19(1944). 5. 1 - 任 海軍少将 
  - 7. 7 - 呉鎮守府附
  - 7.10 - 第1特別基地隊司令官
- 昭和20(1945). 3. 1 - 第2特攻戦隊司令官／光突撃隊司令
  - 6.20 - 第2特攻戦隊司令官
  - 11.30 - 予備役
- 昭和37(1962). 7.20 - 回天顕彰会副会長
- 昭和53(1978).12.13 - 没（83歳）